# Poprsje
Poprsje ili bista (fr.: buste iz talijanskog: busto od latinskog bustum – 
grob), skulpturni je trodimenzionalni prikaz 
gornjega dijela ljudskoga tijela – torza, najčešće glave, vrata, s ramenima i prsima. Jednostavnije rečeno, to je plastični portret gornjega dijela ljudskoga tijela.
Izrađuju se od različitih materijala; mramor, metal, drvo, glina i sl.). Donji dio poprsja najčešće je ravno odsječen i postavljen na pravokutno ili okruglo postolje.

## Povijest
Prve biste izrađivali su Stari Grci u razdoblju helenizma. Za srednjega vijeka koriste se kao arhitektonska dekoracija (portali) i zlatarstvu, na taj način izrađeni su brojni relikvijari svetaca.
Od renesanse poprsja postaju redoviti predmet kiparskoga rada.

## Galerija
- Periklo (mramor) rimska replika grčkog originala oko 430. pr. Kr.
- Carica Vibija Sabina (oko 130.)
- Karlo Veliki (zlato Katedrala u Aachenu riznica 14. stoljeće)
- Giuliano de' Medici – Andrea del Verrocchio (terakota, 1475. – 1485.)

## Vanjske poveznice
- Poprsje enciklopedija.hr